# Markiz Ripon
Baroneci Robinson of Newby in Yorkshire 1. kreacji
- 1680–1689: Metcalfe Robinson, 1. baronet

Baroneci Robinson of Newby in Yorkshire 2. kreacji
- 1690–1736: William Robinson, 1. baronet
- 1736–1736: Metcalfe Robinson, 2. baronet
- 1736–1754: Tancred Robinson, 3. baronet
- 1754–1770: William Robinson, 4. baronet
- 1770–1792: Norton Robinson, 5. baronet
- 1792–1859: Thomas Philip de Grey, 2. hrabia de Grey, 3. baron Grantham i 6. baronet

Wicehrabiowie Goderich 1. kreacji (parostwo Anglii)
- 1706–1740: Henry Grey, 1. książę Kentu

Baronowie Grantham 1. kreacji (parostwo Wielkiej Brytanii)
- 1761–1770: Thomas Robinson, 1. baron Grantham
- 1770–1786: Thomas Robinson, 2. baron Grantham
- 1786–1859: Thomas Philip de Grey, 2. hrabia de Grey i 3. baron Grantham
- 1859–1909: George Frederick Samuel Robinson, 1. markiz Ripon i 4. baron Grantham

Wicehrabiowie Goderich 2. kreacji (parostwo Zjednoczonego Królestwa)
- 1827–1859: Frederick John Robinson, 1. hrabia Ripon i 1. wicehrabia Goderich

Hrabiowie Ripon 1. kreacji (parostwo Zjednoczonego Królestwa)
- 1833–1859: Frederick John Robinson, 1. hrabia Ripon
- 1859–1909: George Frederick Samuel Robinson, 2. hrabia Ripon

Markizowie Ripon 1. kreacji (parostwo Zjednoczonego Królestwa)
- 1871–1909: George Frederick Samuel Robinson, 1. markiz Ripon
- 1909–1923: Frederick Oliver Robinson, 2. markiz Ripon